# Базилика Сен-Дени
Базилика Сен-Дени (фр. Basilique Saint-Denis) — средневековая католическая церковь в Сен-Дени, северном пригороде Парижа; до 1792 года главный храм бенедиктинского аббатства святого Дионисия. Королевский некрополь, где захоронены почти все короли Франции (а также многие члены их семей). При Людовике VII реконструкция здания аббатом Сугерием, подробно им описанная, стала отправной точкой готического стиля архитектуры.
Часть западного фасада, двух башен и паперти сохранились от постройки Сугерия (1140). Галерея с 37 окнами имеет высоту 10 м, и относится к XIII веку. Внутренняя часть храма и статуя св. Дионисия — более позднего происхождения. 

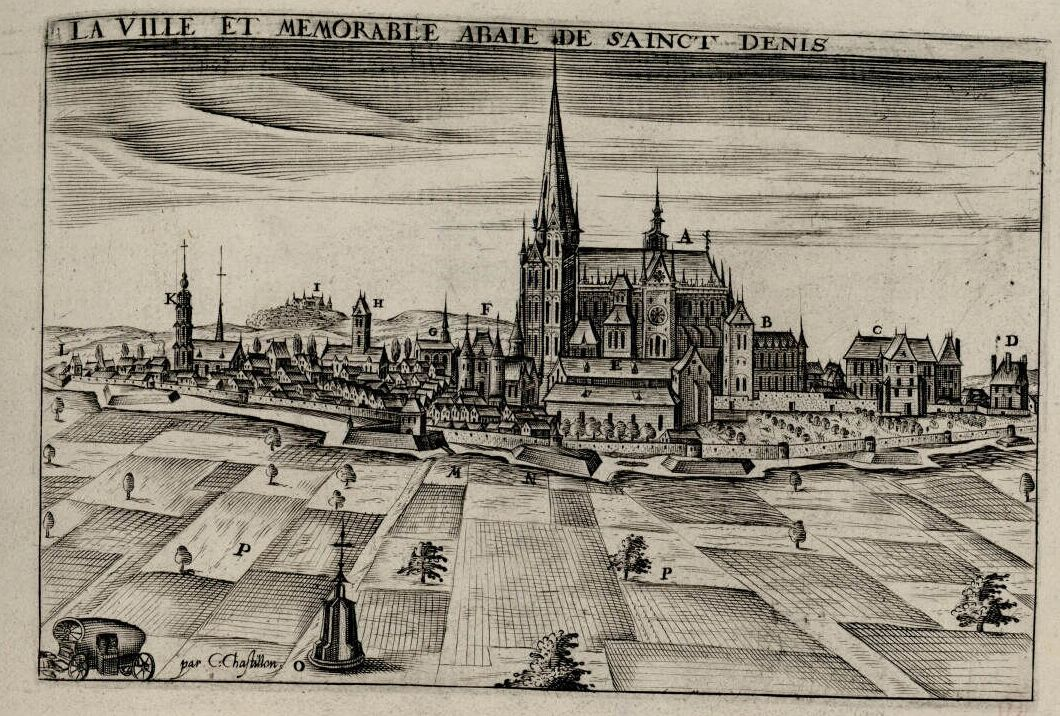
Аббатство Сен-Дени в 1600 г. Гравюра Клода Шатильона

## История

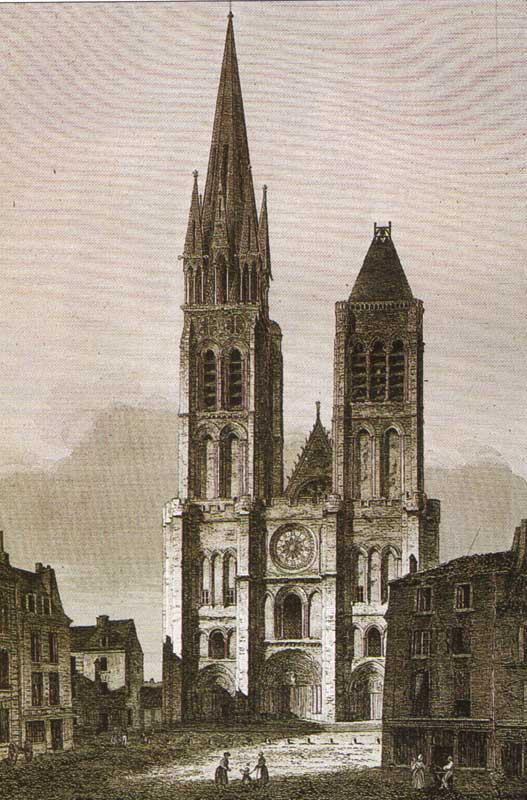
Исторический фасад с двумя башнями

В I веке на этом месте существовало римское поселение под названием Катуллиак (лат. Catulliacum). Согласно преданию, сюда, со своей отрубленной головой в руках, пришёл с Монмартра первый епископ Парижа святой Дионисий Парижский (часто отождествляется с Дионисием Ареопагитом).
Согласно житию святой Женевьевы, написанному около 520 года, первую базилику над  гробницей святого возвели ещё между 450 и 475 годами. После разграбления Сигибертом в 574 году при короле Дагоберте I здесь был основан монастырь бенедиктинцев, и в 630 году базилика была перестроена и стала главным храмом монастыря уже после смерти короля в 639 году. Постройка Дагоберта была трёхнефной. Следующее здание базилики на прежнем фундаменте было начато при Пипине Коротком и завершено Карлом Первым в 775 году.
Наибольшего расцвета аббатство достигло во времена аббата Сугерия, при участии которого в 1130—1140 годах с запада был пристроен монументальный трёхпортальный фасад с притвором, в 1144 году освящены хоры и венец капелл с деамбулаторием. К 1148 году завершён трансепт и южная башня западного фасада. Северная башня была завершена только к 1219 году, и сразу же повреждена ударом молнии, после чего была перестроена с сильным увеличением высоты. К сожалению, эта башня разобрана в XIX веке из-за угрозы обрушения.
Обновленный двухбашенный собор стал образцом для подражания и оказал влияние на развитие готики во Франции, а затем и во всей Европе.
Аббат Эд Клеман в 1230-х годах распорядился перестроить сохранившийся со времён Карла Великого неф и Сугериевы трансепт и верхнюю часть хора в зарождающемся стиле лучистой готики. Тогда же Людовик IX Святой приказал перенести в базилику прах своих предшественников и создать для них надгробия. С этого момента церковь служила усыпальницей французских королей. Освящение перестроенного Клеманом храма состоялось в 1281 году.

Здесь были похоронены 25 французских королей (начиная с Дагоберта I), 10 королев и 84 принца и принцессы. Многие из древних гробниц были уничтожены в октябре 1793 года; некоторые были перевезены в Париж, но возвращены на свои места Виолле-ле-Дюком. Особенно замечательны гробницы Людовика, сына Людовика Святого, Людовика XII и его супруги Анны Бретонской, Генриха II и его супруги Екатерины Медичи (работы Жермена Пилона), Бертрана Дюгеклена, Франциска I и мозаичный надгробный памятник королевы Фредегунды (ум. 597). В Сен-Дени хранился королевский штандарт — орифламма. 

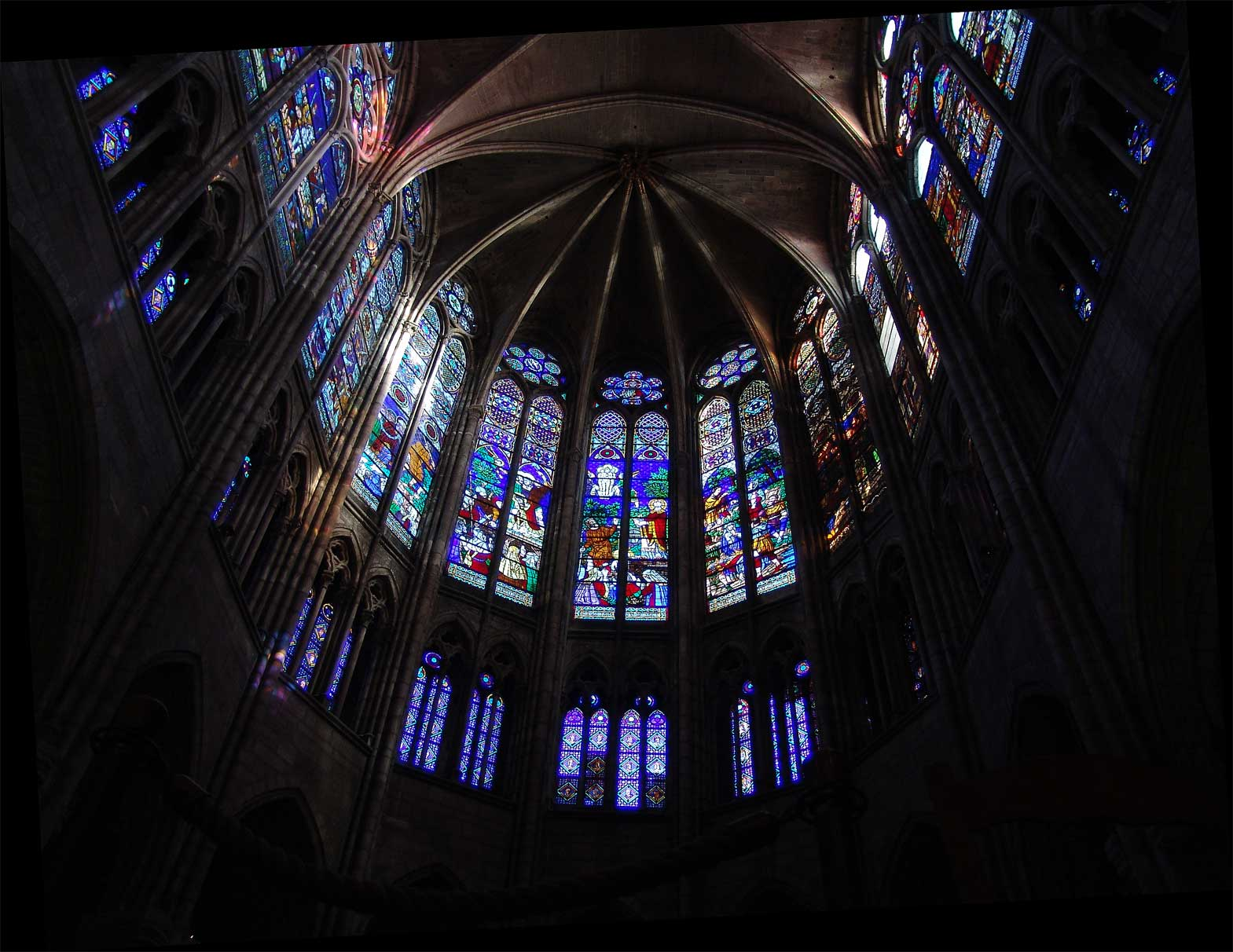
Неоготические витражи XIX века

Во время Великой французской революции монашеские ордена были во Франции запрещены, и аббатство как духовная община в 1792 году прекратило существование. Монастырская церковь стала приходской. В 1793 году аббатство Сен-Дени было разграблено, останки погребённых выброшены в ров. В 1814 году после возвращения Бурбонов кости королей и членов их семейства были собраны в оссуарий аббатства. В крипте здания были перезахоронены казнённые во время революции Людовик XVI и Мария-Антуанетта, а также умершие в эмиграции принцы и принцессы. В 1820 году здесь же был погребён убитый Лувелем герцог Беррийский.
В здании старого аббатства с 1815 года располагается основанный в 1801 году Наполеоном в Экуане Институт для дочерей и сестёр кавалеров ордена Почётного легиона. Следующая после 1771 года реставрация была организована в 1806 году и затянулась на сорок лет; именно тогда появился скульптурный декор фасадных порталов. Северная башня (заметно превосходившая по высоте южную) была «временно» разобрана в 1846 году, чтобы не допустить её обрушения. В 1869 году аббатство было реставрировано знаменитым архитектором Виолле-ле-Дюком, но без восстановления разобранной башни. Лишь в 2016 году французское правительство анонсировало планы возвращения фасаду утраченной симметрии и воссоздания северной башни; работы планируется вести на частные пожертвования.
Начиная с Июльской революции 1830 года захоронения в аббатстве прекратились; гранитная плита, приготовленная для себя отправившимся в изгнание в 1830 году Карлом X, осталась неиспользованной. Последним в аббатстве был похоронен (в 1824 году) Людовик XVIII; церемония проходила под аккомпанемент специально созданного композитором Бокса «Реквиема в память Людовика XVI для мужского хора и духовых инструментов, на смерть Людовика XVIII». Ровно 180 лет спустя (8 июня 2004 года) в церкви было захоронено сердце его формального предшественника (и племянника) Людовика XVII.

## Описание
От каролингского здания VIII века уцелели только фундаменты и базы колонн.
После раскопок и исследований церкви, проходивших с конца 1930-х по конец 1950-х годов, французский архитектор Ж. Формиже реконструировал замысел Сугерия. Он полагает, что основные черты церкви, как и всего аббатства, определялись его оборонительными укреплениями. Портал в притворе завершался крепостными зубцами, также как и первая секция, соединявшая его со старым Дагобертовым нефом. В сорока футах (12 м) перед порталом был ров с водой и подъёмный мост, который вёл к воротам во внешней стене аббатства, фланкированным двумя башнями, расположенным ещё в 40 футах от рва. Сугерий также начал строительство новых внешних стен нефа от притвора к концам трансепта, предполагая сделать контрфорсы совершенно вертикальными, чтобы можно было обстреливать их подножие при обороне. Неф таким образом становился пятипролётным в поперечном сечении, а короткий трансепт более не выступал за боковые стены. Два боковых нефа с каждой стороны должны были быть перекрыты эмпорами. Эти работы, однако, при Сугерии завершены не были: стены лишь начаты, колонны между боковыми нефами не воздвигнуты.
В современном здании от постройки Сугерия сохранились притвор, венец из семи полукапелл вокруг деамбулатория при абсиде, и окна в капеллах.
Основные черты готического стиля — роза на фасаде, большие витражи, аркбутаны, венец капелл (с капеллами, разделенными только контрфорсами), пучки колонн с нервюрными сводами — были впервые применены или впервые применены в комплексе именно Сугерием в Сен-Дени. Западный фасад Сугерия, однако, был переделан почти до неузнаваемости. Храм Сугерия имел мозаику в тимпане и бронзовые двери, которые не сохранились. Существующие рельефы тимпанов и архивольтов появились при реставрациях 1771 и 1839 гг. Оригинальные витражи XIII века были уничтожены во время революции, хотя их фрагменты сохранились в некоторых музеях; кроме того, частично уцелели отдельные витражи в капеллах.
Из оригинального скульптурного убранства фрагментарно сохранились статуи ветхозаветных пророков на откосах, лиственные капители, декор северного (XII век) и южного (XIII век) трансептов.

## Гробницы

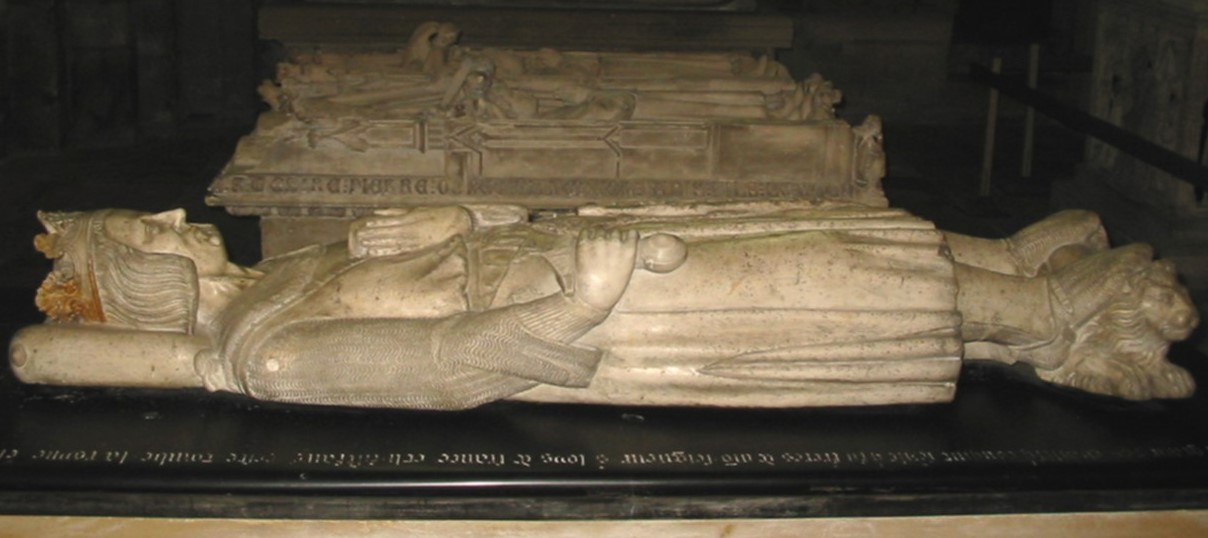
Гробница Карла I Анжуйского.

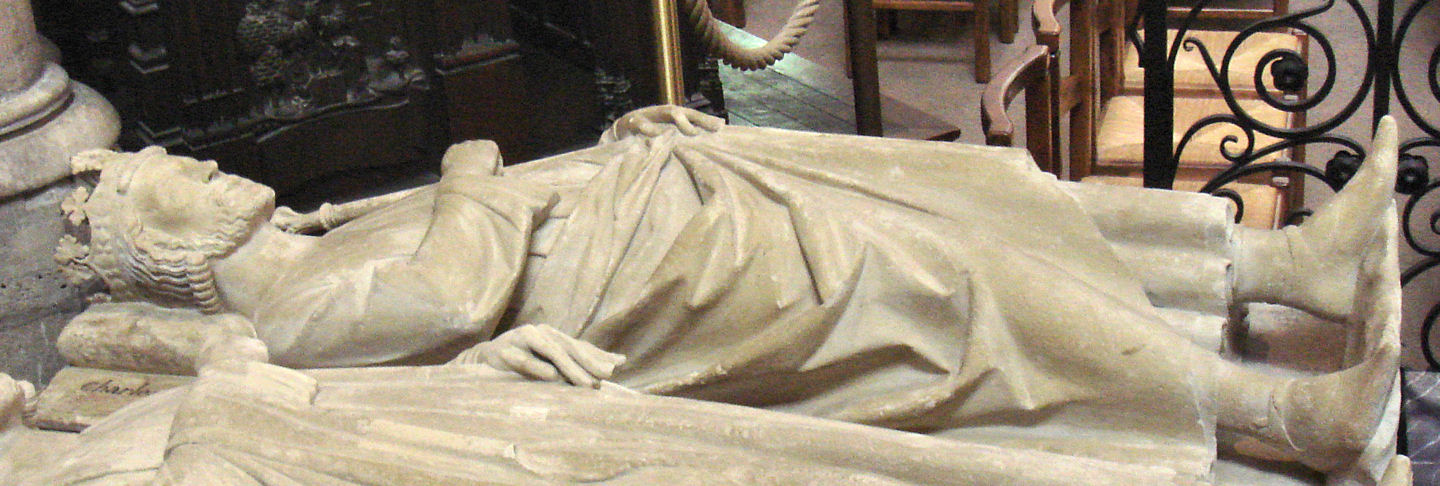
Гробница Карла Мартелла.

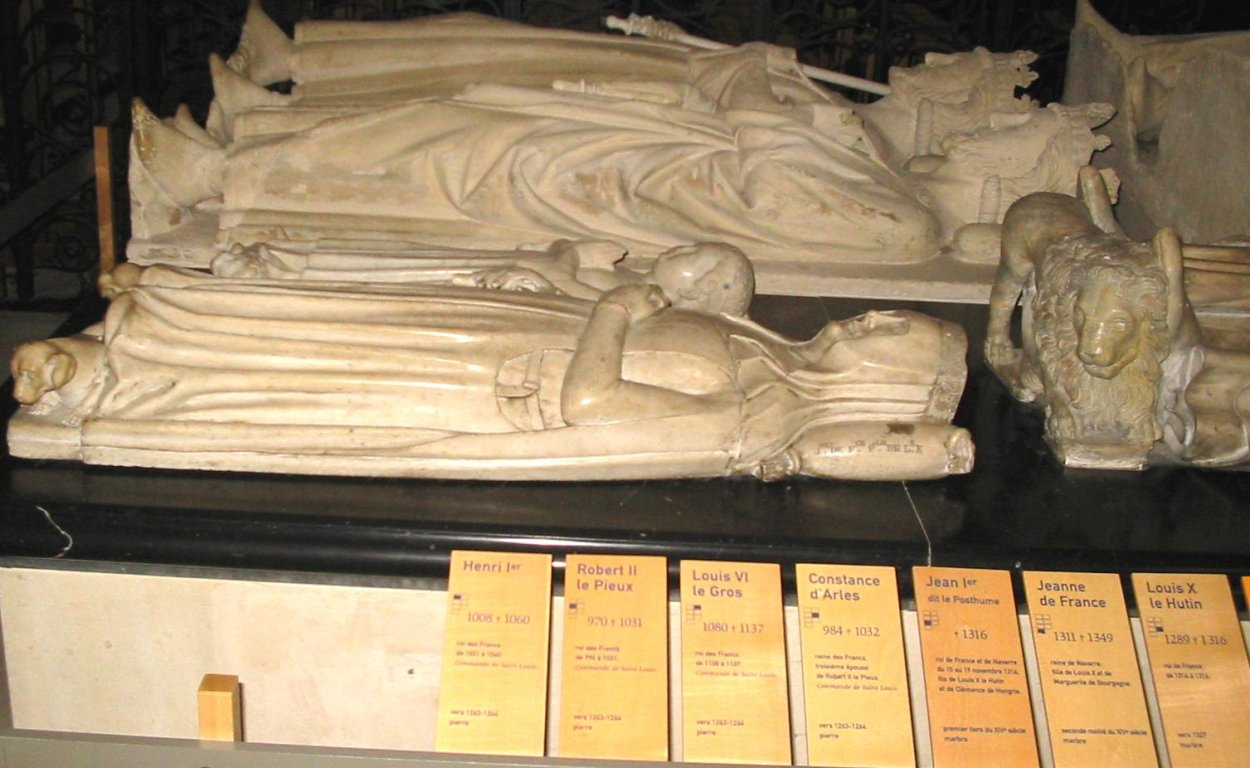
Гробницы Генриха I (на заднем плане), Роберта II, Иоанн I и Иоанны II

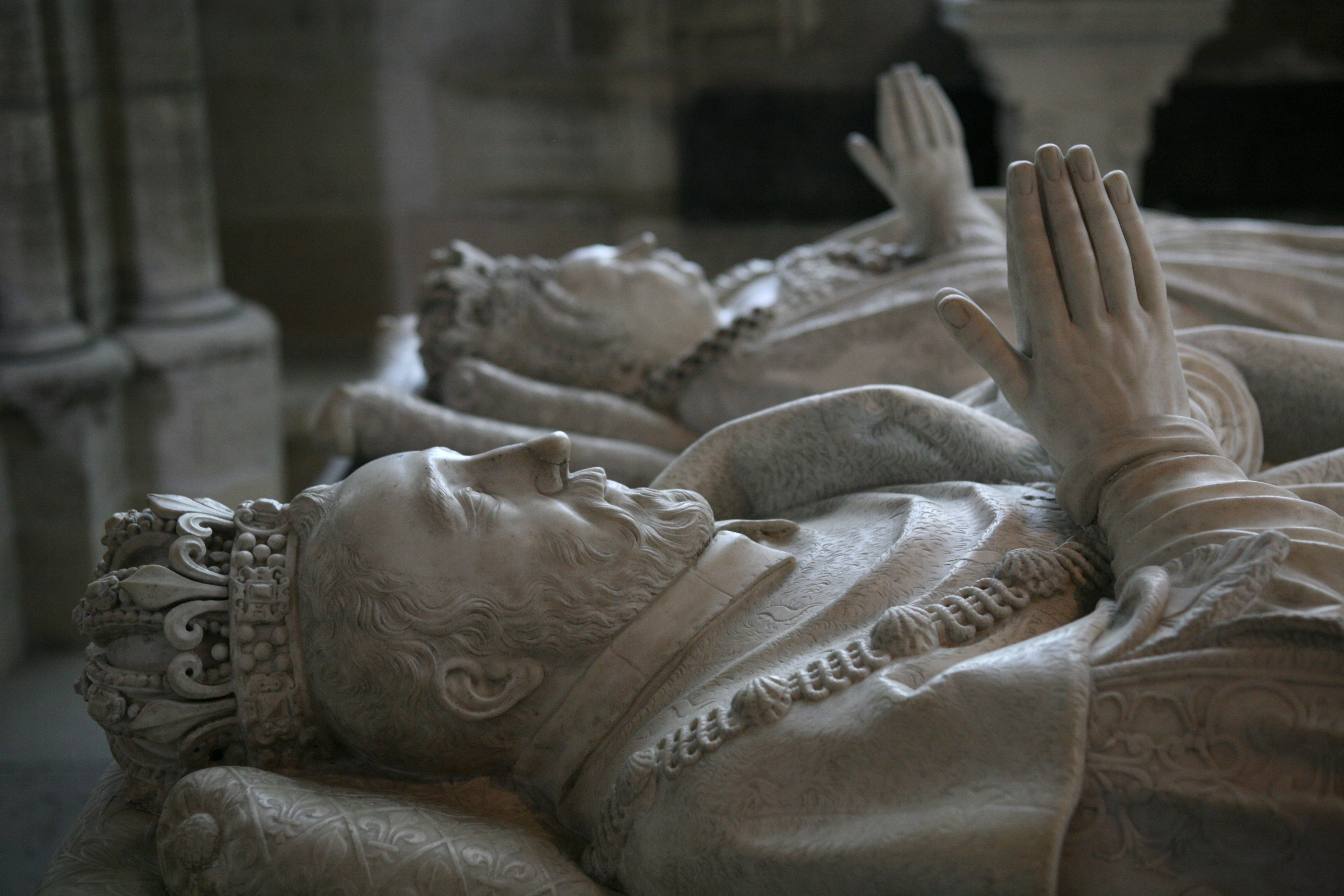
Гробница Генриха II и его жены Екатерины Медичи.

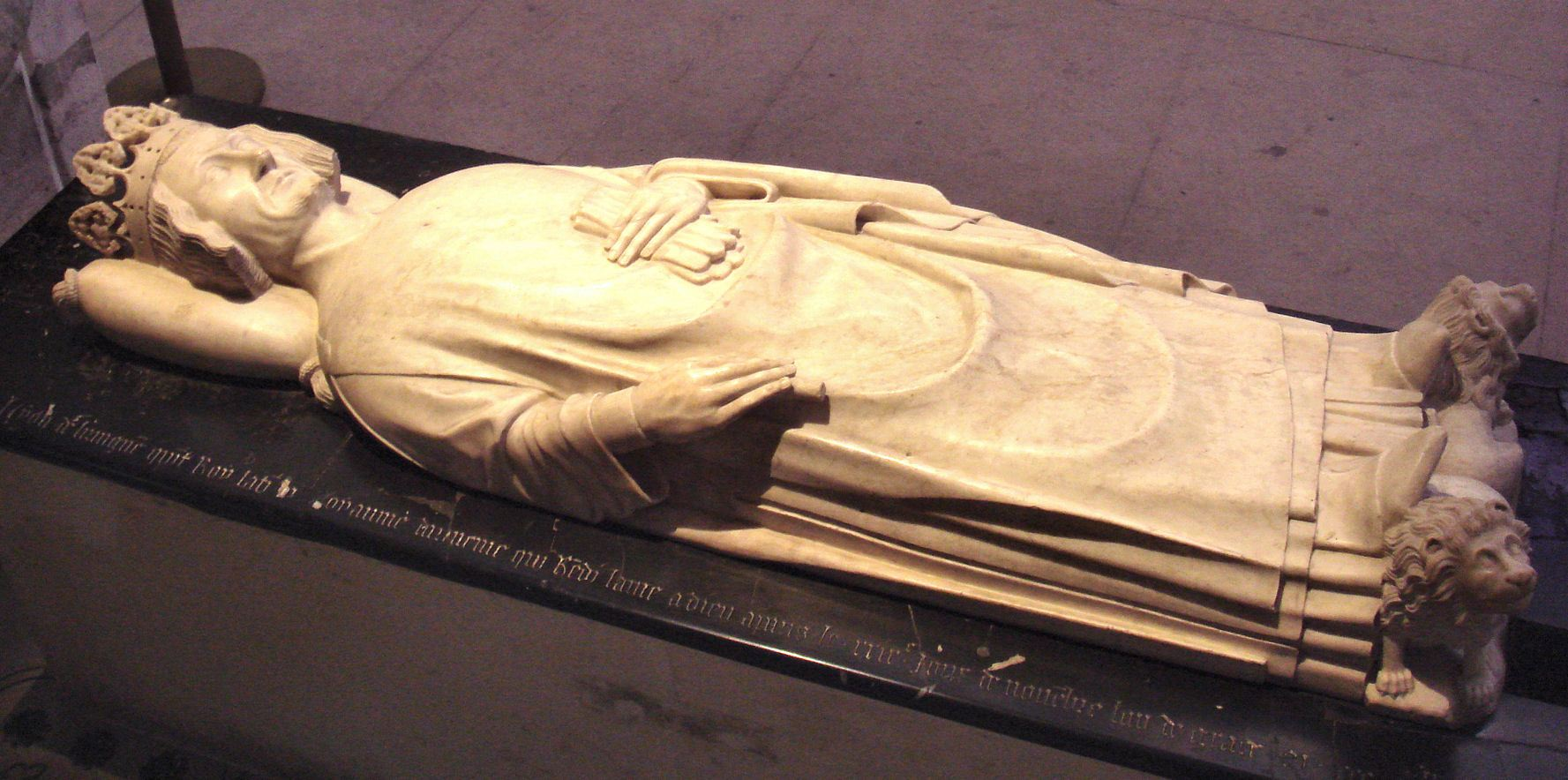
Гробница Левона VI де Лузиньяна, последнего короля Армении

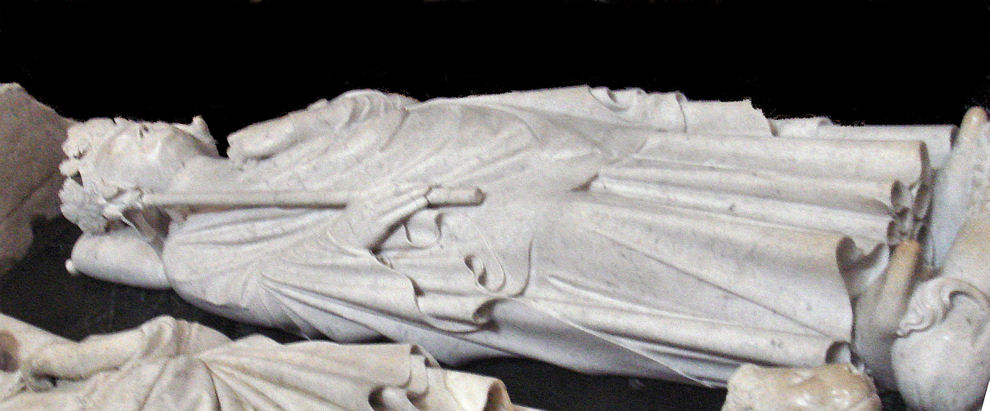
Гробница Филиппа IV.

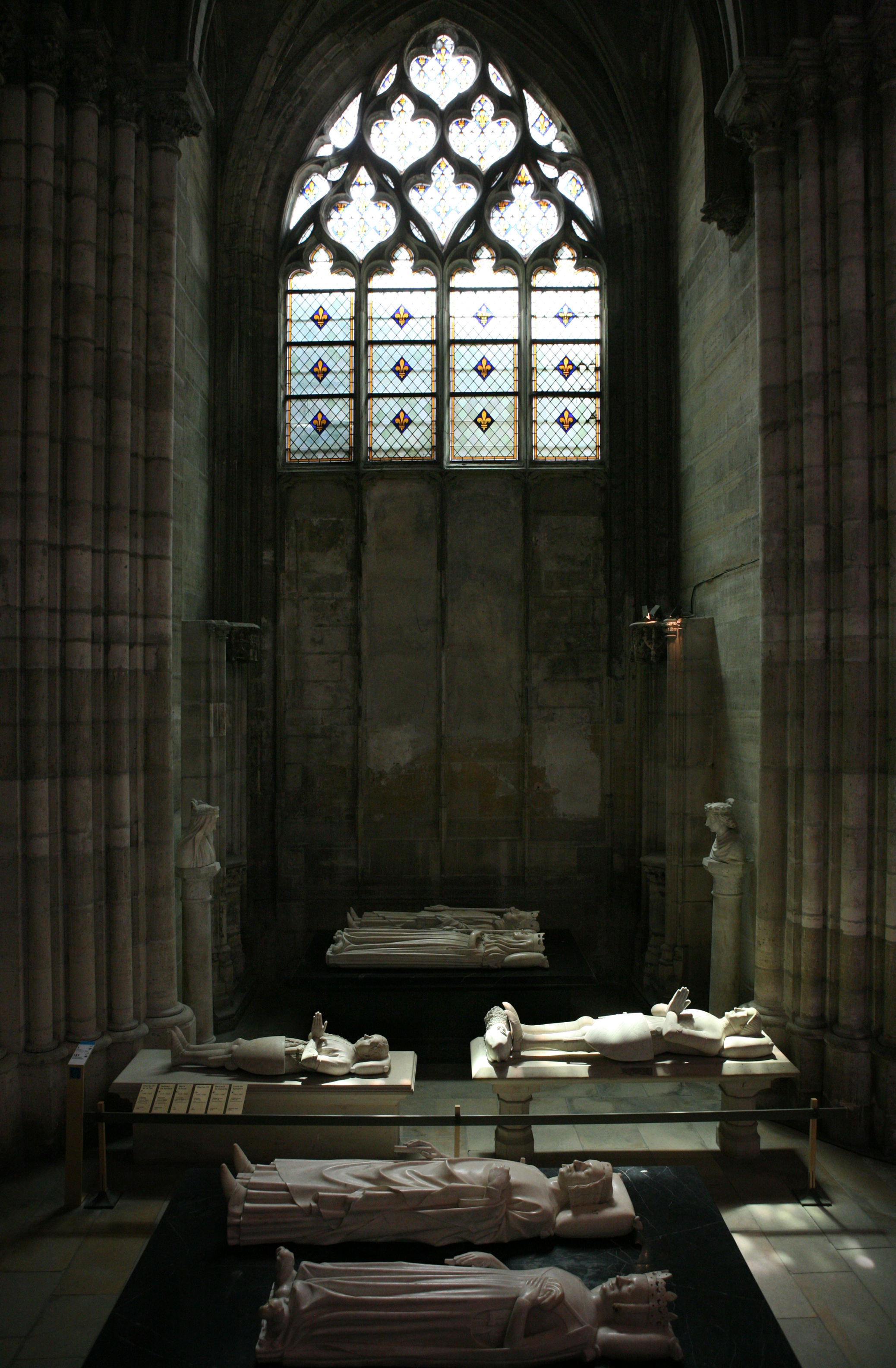
Базилика Сен-Дени. Эффигии (слева по часовой стрелке) Бертрана Дюгеклена, Карла VI, Изабеллы Баварской, Людовика де Санкерр, Карла V, Жанны де Бурбон.

### Короли
В базилике похоронены почти все короли Франции, а также несколько других монархов. Останки королей, умерших до возведения аббатства, были перенесены из разрушенного аббатства Сент-Женевьев. Некоторые из них:
- Хлодвиг I (465—511)
- Хильдеберт I (496—558)
- Арнегунда (ок. 515 — ок. 573)
- Фредегонда (жена Хильперика I) (?—597)
- Дагоберт I (603—639)
- Хлодвиг II (635—657)
- Карл Мартелл (686—741)
- Пипин Короткий (714—768) и его жена Бертрада Лаонская (726—783)
- Карломан I король Франков (ок. 751 — 771)
- Карл II Лысый (823—877) (надгробное скульптурное изображение было переплавлено) и его жена, Ирментруда Орлеанская (823—869)
- Карломан (866—884)
- Роберт II Благочестивый (972—1031) и его жена Констанция Арльская (ок. 986 — 1032)
- Генрих I (1008—1060)
- Людовик VI (1081—1137)
- Людовик VII (1120—1180) и его жена Констанция Кастильская (1141—1160)
- Филипп II Август (1180—1223)
- Карл I Анжуйский (1226—1285), король Обеих Сицилий (1266-85) (захоронено сердце)
- Филипп III Смелый (1245—1285)
- Филипп IV (1268—1314) и его мать Изабелла Арагонская (1247—1271)
- Левон VI (1342—1393), последний король Киликийской Армении
- Людовик XII (1462—1515)
- Франциск I (1494—1547)
- Генрих II (1519—1559) и его жена Екатерина Медичи (1519—1589)
- Франциск II (1544—1560)
- Карл IX (1550—1574) (нет скульптурного изображения)
- Генрих III (1551—1589), также король Польши (1574) (захоронено сердце)
- Генрих IV (1553—1610)
- Людовик XIII (1601—1643)
- Aнна Австрийская (1601—1666)
- Людовик XIV (1638—1715)
- Людовик XV (1710—1774)
- Людовик XVI (1754—1793) и его жена Мария-Антуанетта (1755—1793)
- Людовик XVII (1785—1795) (только сердце: тело захоронено в общей могиле)
- Людовик XVIII (1755—1824)

### Другие монаршие и знатные особы
- Николя Анри, герцог Орлеанский (1607—1611), сын Генриха IV
- Гастон Орлеанский (1608—1660), сын Генриха IV
  - Мария де Бурбон-Монпансье (1605—1627), его первая жена
  - Маргарита Лотарингская (1615—1672), герцогиня Орлеанская, его вторая жена
  - Анна де Монпансье (1627—1693), известная как Великая Мадемуазель, его дочь от первого брака
  - Маргарита Луиза Орлеанская (1645—1721), Великая герцогиня Тосканская
  - Жан-Гастон Орлеанский (1650—1652), герцог Валуа
  - Анна-Мария Орлеанская (1652—1656), носила титул Mademoiselle de Chartres
- Генриетта Мария Французская (1609—1669), королева-консорт Карла I, короля Шотландии и Англии
- Филипп I Орлеанский (1640—1701), брат Людовика XIV
  - Генриетта Стюарт (1644—1670), его первая жена
  - Елизавета Шарлотта Пфальцская (1652—1722), его вторая жена
- Мария Терезия Испанская (1638—1683), королева-консорт, жена Людовика XIV, и их дети:
  - Людовик Великий Дофин (1661—1711)
    - Мария Анна Баварская (1660—1690), дофина Франции, его жена

  - Анна-Елизавета де Бурбон (1662)
  - Мария Анна (1664)
  - Мария-Тереза (1667—1672)
  - Филипп-Шарль (1668—1671), герцог Анжуйский
  - Людовик-Франсуа (1672), герцог Анжуйский
- Филипп II Орлеанский (1674—1723), регент Франции
- Людовик (герцог Бургундский) (1682—1712), сын Людовика Великого Дофина
  - Мария Аделаида Савойская (1685—1712), герцогиня Бургундская, его жена, и их дети:
  - Людовик I Французский (1704—1705), герцог Бретонский
  - Людовик II Французский (1707—1712), герцог Бретонский
- Карл, герцог Беррийский и Алансонский (1686—1714), сын Людовика Великого Дофина
  - Мария Луиза Елизавета Орлеанская (1693—1714), герцогиня Беррийская, его жена, и их дети, умершие в младенчестве:
  - дочь (не крещена) (1711), герцогиня Алансонская
  - Карл (1713), герцог Алансонский
  - Мария Луиза Елизавета (1714), герцогиня Алансонская
- Мария Лещинская (1703—1768), королева-консорт, жена Людовика XV, и их дети:
  - Мария Луиза Елизавета Французская (1727—1759), герцогиня Пармская
  - Генриетта Французская (1727—1752), сестра-близнец предшествующей
  - Мария-Луиза (1728—1733)
  - Людовик Фердинанд (дофин Франции) (1729—1765)
    - Мария Тереза Рафаэла Испанская (1726—1746), его первая жена
    - Мария Жозефа Саксонская (1731—1767), его вторая жена

  - Филипп (1730—1733), герцог Анжуйский
  - Мария Аделаида Французская (1732—1800)
  - Виктория Французская (1733—1799)
  - София Французская (1734—1782)
  - Мария Луиза Французская (1737—1787)
- Людовик Жозеф (дофин Франции) (1781—1789), первый сын Людовика XVI и Марии Антуанетты
- София Беатриса (1786—1787), вторая дочь Людовика XVI и Марии Антуанетты

### Хронисты
Начиная с XII века в аббатстве систематически составляли биографии королей, исторические сочинения и хроники, к началу XIV столетия объединённые в свод под названием «Большие французские хроники». Среди их авторов и составителей выделяются:
- Сугерий
- Ригор из Сен-Дени
- Примат из Сен-Дени
- Гийом де Нанжи
- Ришар Леско
- Мишель Пинтуан
- Жан Шартье